# Markovićevo
Markovićevo (cyr. Марковићево) – wieś w Serbii, w Wojwodinie, w okręgu południowobanackim, w gminie Plandište. W 2011 roku liczyła 160 mieszkańców.